# Stenaoplus nigerrimus
Stenaoplus nigerrimus är en stekelart som beskrevs av Heinrich 1968. Stenaoplus nigerrimus ingår i släktet Stenaoplus och familjen brokparasitsteklar. Inga underarter finns listade i Catalogue of Life.